# Charles Frémine
Charles Frémine, né le 3 mai 1841 à Villedieu-les-Poêles et mort le 10 juin 1906 à Paris, est un journaliste, poète et écrivain français.

## Biographie
Après des études au collège de la ville de Cherbourg, Frémine prit un emploi dans les contributions indirectes avant d’entrer dans les Chemins de fer de l'Ouest en 1867. 
C’est de son départ pour Suresnes, chez son frère, Aristide que date son entrée en littérature. Il travaille pour la Jeune France et l'Artiste avant de créer, en collaboration avec Charles Coligny, Jean Duboys, Amédée Rolland et Robert de Salles, sa propre feuille : le Voyageur de commerce. Il collabore ensuite au Siècle en 1870, puis au Rappel et se fait connaître pour ses poèmes où il chante sa Normandie natale.
Membre du club littéraire des Hydropathes, Frémine était l’ami de Rodin et de Maurice Rollinat et a collaboré sous le nom de plume de « Un Passant » aux Dixains réalistes de Cros à la revue duquel il a également collaboré.
Souffrant d’une affection incurable du larynx, Frémine mit fin à ses jours, à la veille de subir une opération, dans son logis de la rue d'Assas à Paris en se tirant une balle dans la tête.

## Hommage, postérité
Une statue de Robert Delandre, inaugurée en 1929 à Bricquebec, le représente avec son frère Aristide et le sculpteur Armand Le Véel. Dans le bronze est gravée la formule : « Ils ont aimé et chanté leur pays. ». Cette formule figure dans le testament de Charles Frémine. Il avait demandé qu'on mélangeât ses cendres et celles de son frère dans une urne, sur laquelle figurerait cette épitaphe (Revue Nos Loisirs no 3 du 15 juillet 1906, p. 82) Deux rues commémorent les frères Frémine à Bricquebec et à Siouville-Hague.

## Publications
- Floréal, poésies, 1870 ;

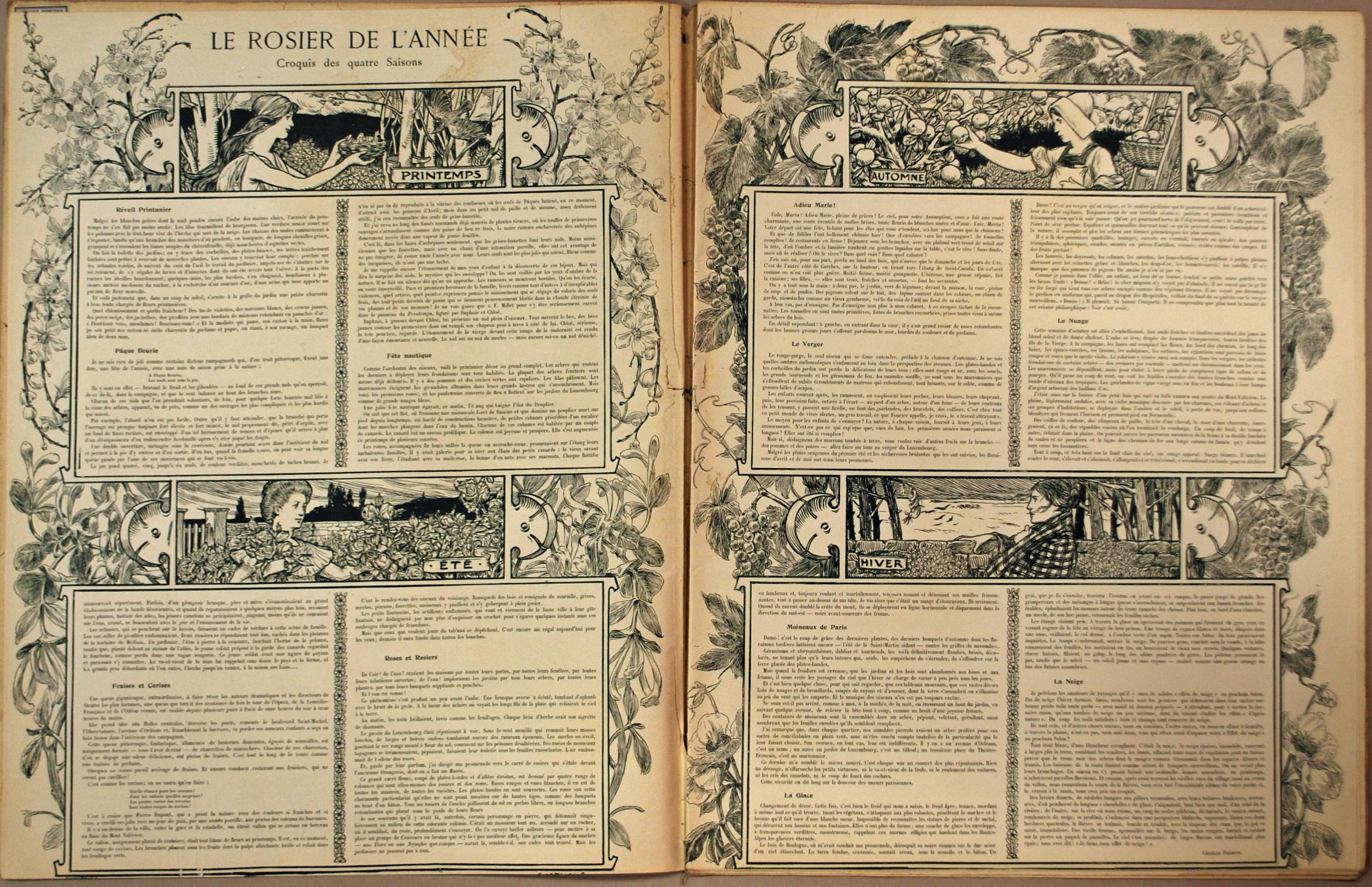
Le rosier de l'année, 1900, Paris-Noël.

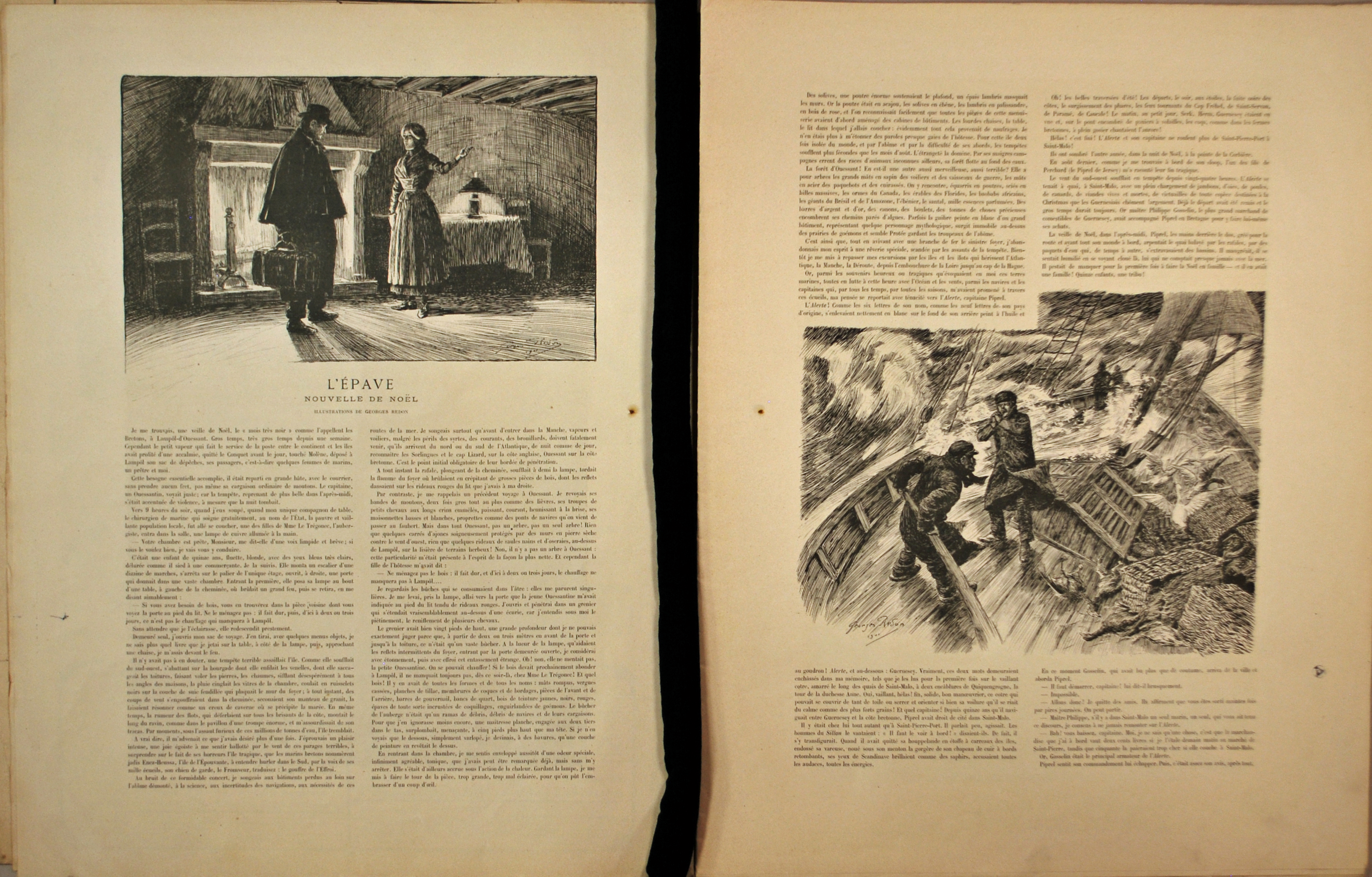
L'épave, 1901, Paris-Noël.

- Armand Le Bailly, avec Aristide Frémine, préface de Louis Ratisbonne, 1877 ;
- Vieux airs et jeunes chansons, poésies, 1884 ;
- Le Roi des Ecrehou, 1886. Réédition : Poitiers, Paréiasaure Sardinosaure, 1998 Texte en ligne[PDF] ;
- En tisonnant, 1886, Paris-Noël ;
- Bouquet d’Automne, 1890 ;
- La Chanson du pays : récits normands, 1893 rééd. Coutances, Arnaud-Bellée, 1973 ;
- La Vieille Église, 1894, Paris-Noël ;
- Les Français dans les Îles de la Manche (Îles anglo-normandes), 1888, co-écrit avec son frère Aristide Frémine, illustré par Édouard Loëvy ;
- Poésies. Floréal, Chansons d’été, Bouquet d’automne, 1900 ;
- Le Rosier de l'année, Paris-Noël 1900 ;
- L'Épave, Paris-Noël 1901 ;
- Poèmes et récits, 1904 ;
- Promenades et rencontres, 1905 Texte en ligne[PDF] ;
- Vieux airs et jeunes chansons, Paris, Lemerre, 1884 ;
- Au Pays de J.-F. Millet, Gruchy-Barbizon, 1814-1875, s. d. ;
- Poésies, comptines et chansons pour Noël, Paris, Gallimard, 1988  (ISBN 2-07-056418-5) ;
- Contes et histoires de Normandie, Paris, Pocket, 2001  (ISBN 2-266-11147-7).

## Pour approfondir